# Briefmarken-Jahrgang 1992 der ukrainischen Post
Der Briefmarken-Jahrgang 1992 der ukrainischen Post war der erste Jahrgang der ukrainischen Post, nachdem die Ukraine mit Auflösung der Sowjetunion im Dezember 1991 ihre staatliche Unabhängigkeit erlangt hatte. Die ersten Briefmarken der neuen Republik wurden am 1. März 1992 ausgegeben. 1992 überdruckte die ukrainische Post zudem Briefmarken der Sowjetunion mit stilisierten Dreizacken für den Gebrauch in Kiew, Lwiw und Tschernihiw. Andere sowjetische Briefmarken, die Überdrucke mit ähnlicher Grafik zeigen, waren vermutlich nicht gültig.
Ukrtelecom betrieb zunächst als Monopolist das ukrainische Telekommunikationsgeschäft und Postwesen.

## Liste der Gedenkmarken
| Nr. Michel-Nr.       | Bild | Beschreibung und Quelle | Postwert         | Ausgabedatum  | Auflagezahl | Entwurf          |
| -------------------- | ---- | --- | ---------------- | ------------- | ----------- | ---------------- |
| № 11 Mi 71           |      | 500 Jahre ukrainische Kosaken | 0,15 Karbowanez  | 1. März 1992  | 2.500.000   | О. Iwachnenko    |
| № 12 Mi 72           |      | 100. Jahrestag der ersten Ansiedlung von Ukrainern in Kanada                                                                                     | 0,15 Karbowanez  | 1. März 1992  | 2.500.000   | О. Iwachnenko    |
| № 13 Mi 73           |      | Prominente ukrainische Komponisten. 150. Geburtstag des Begründers der ukrainischen klassischen Musik Mykola Witalijowytsch Lyssenko (1842–1912) | 1,00 Karbowanez  | 22. März 1992 | 3.000.000   | L. I. Koren      |
| № 14 Mi 74           |      | 175. Geburtstag des herausragenden ukrainischen Historikers, Publizisten und Schriftstellers Nikolai Iwanowitsch Kostomarow (1817–1885)          | 0,20 Karbowanez  | 16. Mai 1992  | 2.500.000   | B. S. Iljuchin   |
| № 23 Mi 83           |      | Spiele der XXV. Olympiade in Barcelona. Turnerin mit Schleife                                                                                    | 3,00 Karbowanez  | 25. Juli 1992 | 3.000.000   | О. Iwachnenko    |
| № 24 Mi 84           |      | Spiele der XXV. Olympiade in Barcelona. Stabhochspringer                                                                                         | 4,00 Karbowanez  | 25. Juli 1992 | 5.500.000   | L. I. Koren      |
| № 25 Mi 85           |      | Spiele der XXV. Olympiade in Barcelona. Turnerin mit Schleife                                                                                    | 5,00 Karbowanez  | 25. Juli 1992 | 3.000.000   | О. Iwachnenko    |
| № 26 Mi 86           |      | Erster Jahrestag der Unabhängigkeit der Ukraine. Staatswappen und Staatsflagge der Ukraine                                                       | 2,00 Karbowanez  | 19. Aug. 1992 | 5.000.000   | O. Snarskyj      |
| № 27 Mi 87           |      | Weltforum der Ukrainer | 2,00 Karbowanez  | 19. Aug. 1992 | 3.000.000   | О. Iwachnenko    |
| № 28 Mi 88 Mi Block1 |      | 25 Jahre Verband der Philatelisten der Ukraine. Erste Nationale Briefmarkenausstellung in Iwano-Frankiwsk                                        | 2,00 Karbowanez  | 19. Aug. 1992 | 1.000.000   | L. I. Koren      |
| № 29 Mi 89           |      | Briefwoche | 5,00 Karbowanez  | 4. Okt. 1992  | 5.000.000   | W. I. Dwornyk    |
| № 30 Mi 90           |      | Erster Weltkongress der ukrainischen Juristen | 15,00 Karbowanez | 18. Okt. 1992 | 2.500.000   | W. S. Wassylenko |
| № 31 Mi 91           |      | Volkskunst Stickerei | 0,50 Karbowanez  | 16. Nov. 1992 | 2.500.000   | O. J. Scharow    |
| № 32 Mi 93           |      | 360 Jahre Kiew-Mohyla Akademie | 1,50 Karbowanez  | 27. Nov. 1992 | 2.500.000   | L. I. Koren      |
| № 33 Mi 92           |      | Ukrainische Diaspora in Österreich | 5,00 Karbowanez  | 27. Nov. 1992 | 1.000.000   | I. W. Turezkyj   |
| № 34 Mi 94 Mi Block2 |      | Sportler der Ukraine – Medaillengewinner der XXV Olympischen Spiele                                                                              | 10,00 Karbowanez | 14. Dez. 1992 | 200.000     | W. I. Dwornyk    |

## Liste der Dauermarken
| Nr. Michel-Nr. | Bild | Beschreibung und Quelle   | Postwert         | Ausgabedatum  | Auflagezahl | Entwurf       |
| -------------- | ---- | ------------------------- | ---------------- | ------------- | ----------- | ------------- |
| № 15 Mi 75     |      | Allegorie „Junge Ukraine“ | 0,50 Karbowanez. | 17. Juni 1992 | 40.000.000  | W. I. Dwornyk |
| № 16 Mi 76     |      | Allegorie „Junge Ukraine“ | 0,70 Karbowanez  | 17. Juni 1992 | 10.000.000  | W. I. Dwornyk |
| № 17 Mi 77     |      | Allegorie „Junge Ukraine“ | 1,00 Karbowanez  | 17. Juni 1992 | 10.000.000  | W. I. Dwornyk |
| № 18 Mi 78     |      | Allegorie „Junge Ukraine“ | 2,00 Karbowanez  | 17. Juni 1992 | 41.100.000  | W. I. Dwornyk |
| № 19 Mi 79     |      | Allegorie „Junge Ukraine“ | 5,00 Karbowanez  | 16. Mai 1992  | 30.500.000  | W. I. Dwornyk |
| № 20 Mi 80     |      | Allegorie „Junge Ukraine“ | 10,00 Karbowanez | 16. Mai 1992  | 37.900.000  | W. I. Dwornyk |
| № 21 Mi 81     |      | Allegorie „Junge Ukraine“ | 20,00 Karbowanez | 16. Mai 1992  | 31.400.000  | W. I. Dwornyk |
| № 22 Mi 82     |      | Allegorie „Junge Ukraine“ | 50,00 Karbowanez | 16. Mai 1992  | 77.500.000  | W. I. Dwornyk |